# Шестдесет и втори пехотен полк
Шестдесет и втори пехотен полк е български пехотен полк, формиран през 1913 година и взел участие в Междусъюзническата (1913), Първата (1915 – 1918) и Втората световна война (1941 – 1945).

## Формиране
Историята на полка започва на 13 май 1913 година, когато в село Връбница от 1-ва дружина на 54-ти пехотен полк се формира Четвърти пехотен резервен полк. Влиза в състава на 2-ра пехотна резервна дивизия. Съгласно заповед № 2 от 22 май 1913 г. е преименуван на Шестдесет и втори пехотен полк.

## Междусъюзническа война (1913)
Взема участие в Междусъюзническата война (1913) и през август същата година се разформирова, а състава му се придава към 38-и пехотен полк.

## Първа световна война (1915 – 1918)
Във връзка с избухването на Първата световна война (1915 – 1918) на 22 август 1915 година в Стара Загора към Кадровата дивизия се формира Четвърти пехотен кадрови полк, който по-късно същата година е преименуван в Четвърти пехотен македонски полк и влиза в състава на 2-ра бригада от Единадесета пехотна македонска дивизия. На 30 юни 1917 година е преименуван в Шестдесет и втори пехотен полк. Съгласно заповед № 47 по 11-а пехотна македонска дивизия на 25 май 1919 г. полкът се разформира в Петрич, като архивът му е предаден в Ликвидационния щаб на дивизията в София.
При намесата на България във войната полкът разполага със следния числен състав, добитък, обоз и въоръжение:
| Числен състав                                                  | Добитък   | Обоз                             | Въоръжение             |
| -------------------------------------------------------------- | --------- | -------------------------------- | ---------------------- |
| Дружини: 3 Офицери: 31 Чиновници: 3 Подофицери и войници: 3880 | Коне: 164 | Обикновени коли: 18 Товарни: 132 | Пушки и карабини: 2999 |

## Втора световна война (1941 – 1945)
По време на Втората световна война (1941 – 1945) на 19 май 1943 в Пловдив е формиран Шестдесет и втори пехотен сборен полк, влиза в състав на Шестнадесета пехотна дивизия и се установява на гарнизон в Зиляхово. През февруари 1944 г. води сражения срещу гръцките партизани в района на с. Карлуково, Драмско и гората Кара орман по долното течение на р. Места. На 1 септември влиза в подчинение на 2-ри окупационен корпус, а през ноември 1944 се завръща в Пловдив и е демобилизиран и разформирован.

## Командири
Званията са към датата на заемане на длъжността.
| № | звание       | име            | дати                            |
| - | ------------ | -------------- | ------------------------------- |
|   | Подполковник | Георги Генчев  | Първа световна война            |
|   | Полковник    | Димитър Костов | 12 май 1943 – 14 септември 1944 |

## Наименования
През годините полкът носи различни имена според претърпените реорганизации:
- Четвърти пехотен резервен полк (13 май 1913 – май 1913)
- Шестдесет и втори пехотен полк (май 1913 – август 1913)
- Четвърти пехотен кадрови полк (22 август 1915 – септември 1915)
- Четвърти пехотен македонски полк (септември 1915 – 30 юни 1917)
- Шестдесет и втори пехотен полк (30 юни 1917 – 25 май 1919)
- Шестдесет и втори пехотен сборен полк (19 май 1943 – ноември 1944)